# Fado Violado
Fado Violado es un dúo musical portugués que fusiona el fado y el flamenco y está formado por el guitarrista Francisco Almeida  y la cantante Ana Pinhal, fadista residente de La Casa de la Mariquinhas de Oporto. El tipo de música tan netamente ibérico que componen es igualmente respetuoso y agradable a ambas tradiciones musicales.

## Historia y composición
El grupo nace en Sevilla de la mano de los portugueses Francisco Almeida (guitarrista), que tiene una dilata carrera como guitarrista anterior y estudia flamenco en esa ciudad, y Ana Pinhal (cantante). La banda adopta su nombre como un juego simpático de palabras referente a su elección de la guitarra española en lugar de la portuguesa como instrumento principal.
Entre los músicos que han colaborado o colaboran habitualmente con Fado Violado están la española Elena Morales (voz y palmas) y el bajista Sergio di Finizio.
Su primer disco (A jangada de pedra: La balsa de piedra) pudo salir a la calle gracias a la financiación mediante crowfounding y desde entonces lo han interpretado en multitud de ciudades, fundamentalmente de Portugal y España, aunque también en otros países como Holanda y Francia.

## Estilo musical
La mezcla de fado y flamenco genera una música respetuosa con ambas tradiciones musicales en una delicada fusión artística y cultural peninsular.

## Conciertos (selección)
- 2016. (19 de julio) El Toural, Santiago de Compostela[7]
- 2016. Auditorio A Fábrica, Oleiros (La Coruña)
- 2017 (17 de febrero). Theatro Circo de Braga[8]
- 2017 (10 de mayo). Sala BBK, Bilbao, ciclo “Noites de Fado”[9][10]

## Discografía
| Año  | Detalles del disco                      |
| ---- | --------------------------------------- |
| 2015 | A jangada de pedra (La balsa de piedra) |

## Sencillos
| Año  | Detalles del disco |
| ---- | ------------------ |
| 2016 | Fado de deus       |